# IAAF Road Race Label Events 2010
Navigation
Édition précédente Édition suivante
Les courses sur route à labels de l'IAAF 2010 (en anglais : IAAF Road Race Label Events) sont des compétitions d'athlétisme régies par l'IAAF. Le circuit regroupe les meilleures compétitions mondiales hors-stade dans les épreuves du marathon, du semi-marathon ainsi que d'autres courses sur route sur des distances allant de 5 à 20 kilomètres.

## Label d'or
Les épreuves classées en première catégorie sous le nom de Courses Label d’Or IAAF (en anglais : IAAF Gold Label Road Races) sont les suivantes en 2010 :
- Épreuves faisant également partie du circuit des World Marathon Majors

| Date         | Epreuves                              | Distance   | Vainqueur Homme           | Vainqueur Femme           |
| ------------ | ------------------------------------- | ---------- | ------------------------- | ------------------------- |
| 2 janvier    | Marathon de Xiamen Xiamen             | 42,195 km  | Feyisa Lilesa             | Atsede Baysa              |
| 17 janvier   | Marathon de Bombay Bombay             | 42,195 km  | Dennis Musembi Ndiso      | Bizunesh Urgesa           |
| 28 février   | Marathon de Tokyo Tokyo               | 42,195 km  | Masakazu Fujiwara         | Alewtina Biktimirowa      |
| 28 février   | World’s Best 10K San Juan             | 10 km      | Moses Ndiema Masai        | Vivian Jepkemoi Cheruiyot |
| 7 mars       | Marathon du lac Biwa Ōtsu             | 42,195 km  | Yemane Tsegay             | —                         |
| 21 mars      | Marathon de Séoul Séoul               | 42,195 km  | Sylvester Kimeli Teimet   | Amane Gobena              |
| 21 mars      | Semi-marathon de Lisbonne Lisbonne    | 21,0975 km | Zersenay Tadese           | Peninah Jerop Arusei      |
| 27 mars      | Semi-marathon_de_Prague Prague        | 21,0975 km | Joel Kimurer Kemboi       | Rose Jerotich Kosgei      |
| 11 avril     | Marathon de Paris Paris               | 42,195 km  | Tadese Tola               | Atsede Baysa              |
| 19 avril     | Marathon de Boston Boston             | 42,195 km  | Robert Kiprono Cheruiyot  | Teyba Erkesso             |
| 25 avril     | Marathon de Londres Londres           | 42,195 km  | Tsegay Kebede             | Aselefech Mergia          |
| 16 mai       | Great Manchester Run Manchester       | 10 km      | Haile Gebrselassie        | Werknesh Kidane           |
| 23 juin      | World 10K Bangalore Bangalore         | 10 km      | Titus Kipjumba Mbishei    | Wude Ayalew               |
| 1er août     | Semi-marathon de Bogota Bogota        | 21,0975 km | Deriba Merga              | Shewarge Alene            |
| 19 septembre | Great North Run Newcastle-upon-Tyne   | 10 km      | Haile Gebrselassie        | Berhane Adere             |
| 26 septembre | Marathon de Berlin Berlin             | 42,195 km  | Patrick Makau             | Aberu Kebede              |
| 26 septembre | Semi-marathon de Lisbonne Lisbonne    | 21,0975 km | Tadese Tola               | Mary Jepkosgei Keitany    |
| 10 octobre   | Marathon de Chicago Chicago           | 42,195 km  | Samuel Kamau Wanjiru      | Atsede Baysa              |
| 24 octobre   | Marathon de Pékin Pékin               | 42,195 km  | Siraj Gena                | Wang Jiali                |
| 24 octobre   | Great South Run Portsmouth            | 10 Miles   | Joseph Ebuya              | Grace Kwamboka Momanyi    |
| 24 octobre   | Marathon de Francfort Francfort       | 42,195 km  | Wilson Kipsang            | Caroline Cheptanui Kilel  |
| 24 octobre   | Marathon d'Athènes Athènes            | 42,195 km  | Raymond Kimutai Bett      | Rasa Drazdauskaitė        |
| 7 novembre   | Marathon de New York New York         | 42,195 km  | Gebregziabher Gebremariam | Edna Ngeringwony Kiplagat |
| 27 novembre  | Semi-marathon de Dehli (en) New Delhi | 21,0975 km | Geoffrey Kiprono Mutai    | Aselefech Mergia          |

## Label d'argent
Les épreuves classées en deuxième catégorie sous le nom de Courses Label d’Argent IAAF (en anglais : IAAF Silver Label Road Races) sont les suivantes en 2010 :
| Date         | Epreuve                                        | Distance   | Vainqueur Homme          | Vainqueur Femme         |
| ------------ | ---------------------------------------------- | ---------- | ------------------------ | ----------------------- |
| 31 janvier   | Marathon d’Osaka Osaka                         | 42,195 km  | –                        | Amane Gobena            |
| 7 février    | Beppu-Ōita Marathon Ōita                       | 42,195 km  | Jonathan Kosgei Kipkorir | –                       |
| 7 février    | Semi-marathon de Marugame Marugame             | 21,0975 km | Daniel Gitau             | Kayoko Fukushi          |
| 19 février   | Semi-marathon de Ras el Khaïmah Ras el Khaïmah | 21,0975 km | Geoffrey Kiprono Mutai   | Elvan Abeylegesse       |
| 14 mars      | Marathon de Nagoya Nagoya                      | 42,195 km  | –                        | Yuri Kanō               |
| 21 mars      | Marathon de Rome Rome                          | 42,195 km  | Siraj Gena               | Firehiwot Dado          |
| 25 avril     | Marathon de Madrid Madrid                      | 42,195 km  | Thomson Kibet Cherogony  | Desta Girma             |
| 9 mai        | Marathon de Prague Prague                      | 42,195 km  | Eliud Kiptanui           | Helena Loshanyang Kirop |
| 29 mai       | Ottawa 10K Road Race Ottawa                    | 10 km      | Lelisa Desisa            | Dire Tune               |
| 30 mai       | Marathon d'Ottawa Ottawa                       | 42,195 km  | Arata Fujiwara           | Merima Mohammed         |
| 5 juin       | Freihofer's Run for Women Albany               | 5 km       | –                        | Emily Chebet Muge       |
| 11 septembre | Grand Prix de Prague Prague                    | 10 km      | Mourad Marofit           | –                       |
| 26 septembre | Marathon de Toronto Toronto                    | 42,195 km  | Kenneth Mburu Mungara    | Sharon Jemutai Cherop   |
| 17 octobre   | Marathon d'Istanbul Istanbul                   | 42,195 km  | Vincent Kiplagat Kiptoo  | Ashu Kasim              |
| 17 octobre   | Marathon de Gyeongju Gyeongju                  | 42,195 km  | Dejene Yirdaw            | Chung Yun-hee           |
| 19 octobre   | Dam tot Damloop Amsterdam                      | 10 miles   | John Nzau Mwangangi      | Hilda Kibet             |
| 24 octobre   | Marathon de Chuncheon Chuncheon                | 42,195 km  | Benjamin Kolum Kiptoo    | Kim Seon-jeong          |
| 24 octobre   | Marathon de Venise Venise                      | 42,195 km  | Simon Kamama Mukun       | Makda Harun             |
| 31 octobre   | Course Marseille-Cassis Marseille              | 20,308 km  | Philemon Kimeli Limo     | Diana Sigei Chepkemoi   |
| 14 novembre  | Marathon de Turin Turin                        | 42,195 km  | Ruggero Pertile          | Priscah Jeptoo          |
| 21 novembre  | Zevenheuvelenloop Nimègue                      | 15 km      | Leonard Patrick Komon    | Genet Getaneh           |
| 5 décembre   | Marathon de Fukuoka Fukuoka                    | 42,195 km  | Jaouad Gharib            | –                       |
| 5 décembre   | Marathon de Singapour Singapour                | 42,195 km  | Kenneth Mburu Mungara    | Irene Jerotich Kosgei   |
| 31 décembre  | San Silvestre Vallecana Madrid                 | 10 km      | Zersenay Tadese          | Jéssica Augusto         |

## Label de bronze
Les épreuves classées en troisième catégorie sous le nom de Courses Label de bronze IAAF (en anglais : IAAF Bronze Label Road Races) sont les suivantes en 2010 :
| Date       | Epreuve                                   | Distance   | Vainqueur Homme           | Vainqueur Femme      |
| ---------- | ----------------------------------------- | ---------- | ------------------------- | -------------------- |
| 7 mars     | Semi-marathon de Paris Paris              | 21,0975 km | Wilson Kiprop             | Atsede Baysa         |
| 11 avril   | Marathon de Pyongyang Pyongyang           | 42,195 km  | Iwan Babaryka             | Kim Kum-ok           |
| 18 avril   | Marathon de Nagano Nagano                 | 42,195 km  | Nicholas Kipkorir Chelimo | Lisa Jane Weightman  |
| 18 avril   | Cursa de Bombers Barcelone                | 42,195 km  | Josphat Kiprono Menjo     | Jéssica Augusto      |
| 18 avril   | Great Ireland Run Dublin                  | 10 km      | Martin Fagan              | Freya Murray         |
| 18 avril   | Marathon Alexandre le Grand Thessalonique | 42,195 km  | Mehari Gebre              | Switlana Stanko      |
| 16 mai     | Marathon de Salzbourg Salzbourg           | 42,195 km  | Thomas Ngelel             | Viola Bor Chepketing |
| 26 juin    | Corrida de Langueux Langueux              | 10 km      | Azmeraw Bekele            | Meriem Wangari       |
| 7 novembre | JoongAng Seoul Marathon Séoul             | 42,195 km  | David Kemboi Kiyeng       | Kim Eun-jung         |

## Liens
- Site Officiel